# Municipio de Cleveland Run
El municipio de Cleveland Run (en inglés: Cleveland Run Township) es un municipio ubicado en el condado de Cheyenne en el estado estadounidense de Kansas. En el año 2010 tenía una población de 54 habitantes y una densidad poblacional de 0,29 personas por km².

## Geografía
El municipio de Cleveland Run se encuentra ubicado en las coordenadas 39°54′12″N 101°48′18″O / 39.90333, -101.80500. Según la Oficina del Censo de los Estados Unidos, el municipio tiene una superficie total de 186.17 km², de la cual 186,01 km² corresponden a tierra firme y (0,08 %) 0,16 km² es agua.

## Demografía
Según el censo de 2010, había 54 personas residiendo en el municipio de Cleveland Run. La densidad de población era de 0,29 hab./km². De los 54 habitantes, el municipio de Cleveland Run estaba compuesto por el 100 % blancos. Del total de la población el 0 % eran hispanos o latinos de cualquier raza.